# Рапава Руслан Германович
Руслан Германович Рапава (нар. 18 березня 1977, УРСР) — український футболіст та тренер.

## Кар'єра гравця
Як футболіст на високому рівні не виступав. З 1993 по 1994 роки захищав кольори київського «Олімпіка», в складі якого зіграв 17 матчів.

## Кар'єра тренера
З квітня по червень 2008 року виконував обов'язки головного тренера вінницького клубу «Нива-Світанок».